# Renan (ur. 1990)
Renan, właśc. Renan Soares Reuter (ur. 12 grudnia 1990 w São João Batista) – brazylijski piłkarz występujący na pozycji bramkarza.